# Kanton Durban-Corbières
Kanton Durban-Corbières (fr. Canton de Durban-Corbières) je francouzský kanton v departementu Aude v regionu Languedoc-Roussillon. Skládá se ze 14 obcí.

## Obce kantonu
- Albas
- Cascastel-des-Corbières
- Coustouge
- Durban-Corbières
- Embres-et-Castelmaure
- Fontjoncouse
- Fraissé-des-Corbières
- Jonquières
- Quintillan
- Saint-Jean-de-Barrou
- Saint-Laurent-de-la-Cabrerisse
- Thézan-des-Corbières
- Villeneuve-les-Corbières
- Villesèque-des-Corbières